# Bellingshausen Plain
Bellingshausen Plain är en djuphavsslätt i Antarktis. Den ligger i havet utanför Västantarktis. Chile gör anspråk på området.